# Sergiusz Kowalski
Sergiusz Kowalski (ur. 17 września 1953 w Incie) – polski socjolog pochodzenia żydowskiego, publicysta i tłumacz, działacz opozycji w PRL.

## Życiorys
Urodził się w Incie koło Workuty na terenie Związku Socjalistycznych Republik Radzieckich. Jest wnukiem działaczy Komunistycznej Partii Polski. Po zwolnieniu z łagru jego polsko-żydowska rodzina przeniosła się do Polski w 1956 w ramach akcji repatriacyjnej. W 1976 ukończył matematykę na Uniwersytecie Warszawskim. Pracował jako malarz pokojowy. W 1986 uzyskał członkostwo w Polskim Towarzystwie Socjologicznym. W 1988 w Instytucie Socjologii Uniwersytetu Warszawskiego uzyskał stopień naukowy doktora na podstawie pracy pt. Solidarność polska. Studium z socjologii myślenia potocznego, której promotorem była Barbara Szacka. Za prace tę w tymże roku otrzymał przyznawaną przez PTS Nagrodę im. Stanisława Ossowskiego.
Podczas studiów jako członek Zrzeszenia Studentów Polskich współorganizował akcję protestu przeciwko połączeniu tej organizacji ze Związkiem Młodzieży Socjalistycznej i przekształceniu jej w Socjalistyczny Związek Studentów Polskich. Od połowy lat 70. brał udział w akcjach i protestach opozycyjnych. Zajmował się dystrybucją pism drugiego obiegu, współpracował z Komitetem Obrony Robotników, Komitetem Samoobrony Społecznej „KOR” i Niezależną Oficyną Wydawniczą NOWA, był sygnatariuszem Deklaracji Ruchu Demokratycznego. Od 7 do 14 maja 1980 w kościele św. Krzysztofa w Podkowie Leśnej uczestniczył w głodówce solidarnościowej z uwięzionymi Dariuszem Kobzdejem i Mirosławem Chojeckim.
Podczas strajków sierpniowych 1980 aresztowany jako działacz KSS KOR, uwolniony na mocy porozumień sierpniowych. Był ekspertem w Ośrodku Prac Społeczno-Zawodowych przy Komisji Krajowej NSZZ „Solidarność”. Po wprowadzeniu stanu wojennego w nocy 13 grudnia 1981 został internowany wraz z żoną Kingą Dunin-Horkawicz, a ich półroczny syn został umieszczony w izbie dziecka. Zwolnienie uzyskał w lipcu 1982.
W latach 1986–1987 pracował jako asystent w Instytucie Profilaktyki Społecznej i Resocjalizacji UW, od 1990 do 2003 był zatrudniony w Instytucie Studiów Politycznych PAN. W pierwszej połowie lat 90. wchodził w skład zarządu Fundacji im. Stefana Batorego, współtworzył stowarzyszenie Otwarta Rzeczpospolita i polski oddział B’nai B’rith, którego przewodniczącym został w 2014. Wszedł w skład Kolegium Społecznego w Muzeum Historii Żydów Polskich Polin w Warszawie.
Tłumacz literatury i eseistyki z języków angielskiego, rosyjskiego i francuskiego.

## Odznaczenia
W 2013 prezydent Bronisław Komorowski, za wybitne zasługi w działalności na rzecz przemian demokratycznych w Polsce, odznaczył go Krzyżem Oficerskim Orderu Odrodzenia Polski.

## Publikacje
- Sergiusz Kowalski: Krytyka solidarnościowego rozumu: studium z socjologii myślenia potocznego. Wyd. 1. Warszawa: PEN, 1990, s. 162. ISBN 83-85254-04-8.
- Sergiusz Kowalski: Narodziny III Rzeczypospolitej. Warszawa: Wydawnictwa Szkolne i Pedagogiczne, 1996, s. 86. ISBN 83-02-06177-8.
- Sergiusz Kowalski, Magdalena Tulli: Zamiast procesu: raport o mowie nienawiści. Warszawa: W.A.B., 2003, s. 547. ISBN 83-89291-58-4.